# Force aérienne et spatiale israélienne
Pour les articles homonymes, voir IAF.
La Force aérienne et spatiale israélienne (en hébreu: חיל האוויר הישראלי ou 'H'eil Ha'Avir Ha'Israeli ; en anglais, Israeli Air Force ou IAF) est la composante aérienne de Tsahal. Elle aligne environ 400 avions et 215 hélicoptères ainsi que des drones, des satellites et des missiles balistiques. Israël est le seul pays du Moyen-Orient à disposer d’avions de chasse de cinquième génération. Elle est l’une des plus modernes de la région. Elle dispose d’une grande quantité d’équipements sophistiqués, produits localement et importés des États-Unis.
Israël est une puissance nucléaire mais n’a pas signé le Traité sur la non-prolifération des armes nucléaires.

## Les origines
Dès 1947, la Sherout Ha Avir, la branche aérienne de la Haganah, recherche des moyens aériens afin de protéger le Yishouv et de veiller à la protection aérienne du nouvel État juif, qui sera officiellement créé par la déclaration de David Ben Gourion, le 14 mai 1948 à Tel-Aviv. Elle se mit à recruter des pilotes, dont la majeure partie avaient été formés par la RAF britannique. Puis elle se mit à chercher des moyens d'acquérir des avions.
Au début de la guerre, la Sherout Ha Avir ne dispose que de quelques avions :
- cinq Avro Anson
- deux Tiger Moth
- trois DH-89 Dragon Rapide,
- deux P-51 Mustang,
- un DWR-13,
- cinq C-47,
- deux Noorduyn Norseman,
- des Piper Cub.

Tous ces avions ont été achetés en contrebande.
Le premier des 25 avions tchécoslovaques Avia S-199 n'arrive en Israël qu’en avril et n'est opérationnel que le 20 mai 1948. Le 24 mai, la Heyl Ha Avir fut officiellement créée en tant qu'armée de l'air, au vu des dispositions de l'ordonnance no 6 prise par le gouvernement provisoire de l'État d'Israël, relative à la création des forces de défense d'Israël (Tsahal).

### La guerre d'indépendance (1948)
À la création de l'État d'Israël, l'Armée de l'air israélienne, alors appelée Force aérienne israélienne ou Heyl Ha Avir, mit en œuvre différents avions en provenance des différents surplus de la Seconde Guerre mondiale. Cette flotte hétéroclite devait être impérativement remplacée pour des raisons de coûts et de logistique.

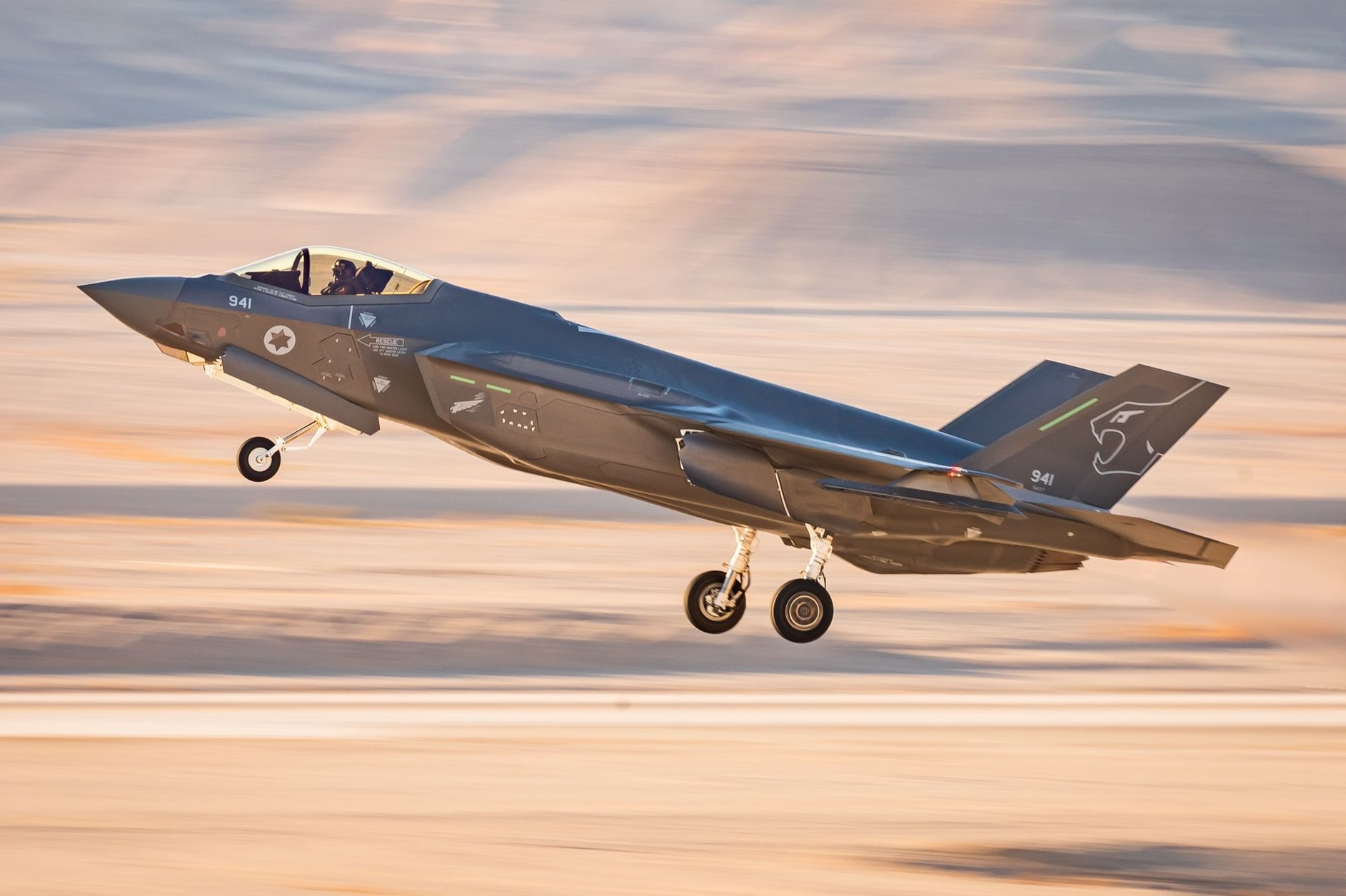
F-35I Adir au décollage.

Début 1948, deux P-51 Mustang furent introduits en Israël en contrebande, à cause de l'embargo imposé à l'époque par les États-Unis. Ces deux appareils effectuèrent plus de treize sorties lors de la première semaine de la guerre d'indépendance, en mai 1948. De 1948 à 1961, l'Armée de l'Air israélienne utilisa plus de 34 P-51 Mustang, surtout pendant la crise du canal de Suez en 1956.
Les premiers avions de combat israéliens, achetés officiellement, étaient des S.199, version tchécoslovaque fabriquée par Avia, dérivée du Messerschmitt Bf 109 G-12, propulsée par un moteur allemand en ligne Junkers Jumo 211F normalement destiné au bombardier Heinkel 111. Les grandes puissances avaient décrété un embargo sur les ventes d'armes au Proche-Orient, mais la Tchécoslovaquie, qui avait besoin de devises étrangères, ne l'a pas respecté. Un contrat fut signé le 29 avril 1948 pour la livraison de 10 S.199, et plus tard 15 autres, soit un total de 25 avions.

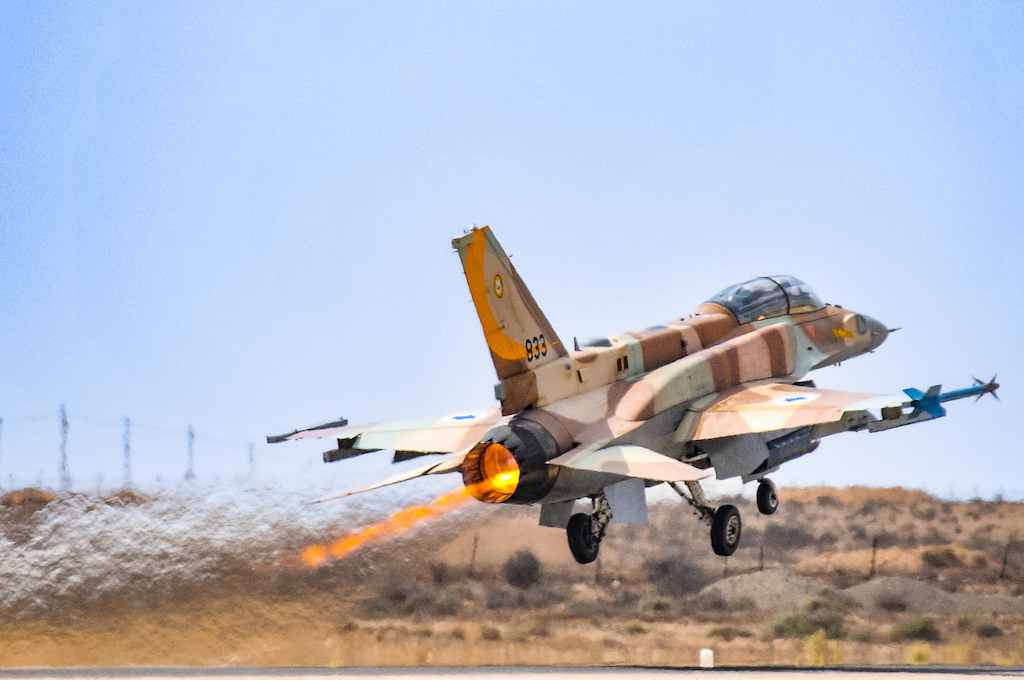
F-16I Sufa, version modifiée du chasseur multirôle F-16 Fighting Falcon.

Le S.199 n'était pas un appareil facile à piloter. Comme toutes les versions du Messerschmitt Bf 109, il était délicat au décollage et vicieux à l'atterrissage, à cause de son train d'atterrissage à voie étroite. Il nécessitait une concentration constante de la part du pilote, en particulier en raison du couple très important généré par le moteur Jumo 211 et son énorme hélice tripale. Son habitacle étroit posait des problèmes pour les pilotes trop grands ou trop gros. De plus, ces appareils, pourtant livrés quasiment neufs par les usines Avia, présentaient de nombreux défauts de fabrication et la synchronisation des mitrailleuses de capot laissait à désirer, les freins se bloquaient avec une déconcertante facilité. Le futur Président d'Israël, Ezer Weizman, vola sur cet appareil.
Ces avions furent regroupés dans le Squadron 101. Un grand nombre des membres de la Haganah avaient servi dans l'armée britannique au Proche-Orient durant la Seconde Guerre mondiale, c'est pourquoi la Heyl Ha Avir adopta l'organisation en squadrons de la Royal Air Force.
Le 29 mai 1948, les 5 premiers S.199 sont prêts au combat sur le terrain d'Ekron, rapidement abandonné pour celui de Herzliya, près de Tel-Aviv. Dans l'après-midi, les pilotes effectuent leur première mission de combat. Ils attaquent une colonne égyptienne à 30 kilomètres au sud de Tel-Aviv. Un avion est abattu et un autre endommagé, mais les Égyptiens se replient.
Le 3 juin 1948, le pilote Moddi Allon remporte la première victoire de la force aérienne israélienne. Il intercepte au-dessus de Tel-Aviv deux avions de transport C-47 "Dakota" transformés en bombardiers par les Égyptiens. Il met en fuite l'escorte de Supermarine Spitfire et abat les deux C-47, le premier près de Holon et le second près de Rishon Le Zion.
Une poignée de bimoteurs anglais Bristol Beaufighter servit pour l'attaque au sol.
Le transport logistique était assuré par quelques bimoteurs de transport Curtiss C46 "Commando" achetés aux États-Unis et ramenés en Israël sous l'identité d'une pseudo compagnie aérienne panaméenne (LAPSA). Ce sont ces avions qui ont acheminé clandestinement depuis la Tchécoslovaquie les chasseurs Avia S199.
Quatre B-17 Flying Fortress furent également achetés dans la même période (début 1948) aux surplus de l'armée de l'air U.S. mais toujours en contrebande. Ces avions décollèrent des États-Unis, passèrent par Porto Rico pour s'envoler vers la Tchécoslovaquie en juin 1948. Trois avions arrivèrent en Israël, en ayant auparavant bombardé le Caire, le quatrième ayant été saisi par des agents fédéraux américains en Tchécoslovaquie. La plupart des avions introduits en contrebande furent achetés par les différentes compagnies créées pour cette occasion par Al Schwimmer.

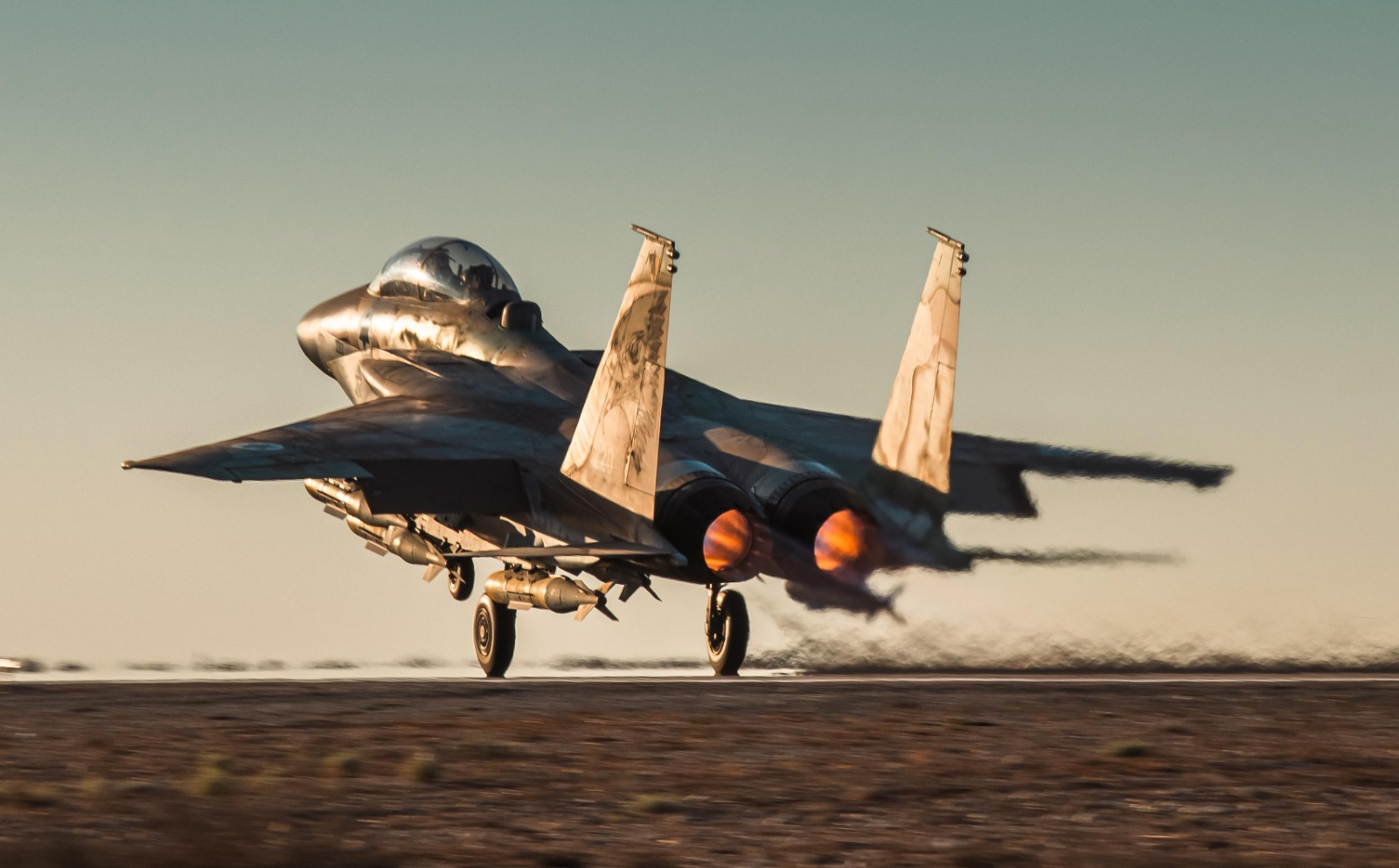
Le F-15I Ra'am qui a éliminé le chef du Hezbollah (Hassan Nasrallah) en septembre 2024.

Des Supermarine Spitfire furent aussi employés par la Heyl Ha Avir. Les deux premiers exemplaires furent reconstruits à partir de Spitfire abandonnés par la RAF. Les deux premiers exemplaires participèrent également au conflit de 1948 avec les trois Spitfire acquis également en Tchécoslovaquie. 47 autres Spitfire furent également réceptionnés avant la fin de la guerre d'indépendance et remplacèrent les S.199. 39 autres Spitfire furent également achetés en 1949 en provenance d'Italie et de la Tchécoslovaquie. Deux exemplaires sont exposés au Israeli Air Force Museum, dont 1 est en parfait état de vol.
Au cours de cette guerre, beaucoup d'étrangers servirent au sein de l'armée israélienne et notamment de l'armée de l'air, au sein du programme Mahal : volontaires américains, britanniques, canadiens, sud-africains, la plupart vétérans de la Seconde Guerre mondiale.

### L'après-guerre (1949)
Les armistices étant conclus en 1949 avec la Jordanie et l'Égypte, la Heyl Ha Avir va se consacrer à la formation de ses pilotes et à l'acquisition d'appareils plus modernes.
En 1951, la France et Israël signent un contrat portant sur l'acquisition de 67 Mosquitos, de différentes versions. Dès lors, la France devient le premier fournisseur d'avions militaires de la Heyl Ha Avir.

### L'ère du jet
Début des années 1950, la Heyl Ha Avir veut passer à l'ère du jet.
Ses premiers avions à réaction sont 12 Gloster Meteors. Suivant la signature du contrat, la première escadrille d'avions de chasse est formée le 7 juin 1953 à Ramat-David.
Un de ces appareils abat deux Vampire égyptiens au-dessus du Néguev le 1er septembre 1955.
L'Armée de l'air israélienne cherche toujours de nouveaux avions. Son choix se porte sur la version canadienne du F-86 et le Mystère IIC. À la suite de l'embargo imposé par les Canadiens, elle se tourne vers la France et évalue le Mystère IIC de chez Marcel Dassault. Mais ces avions ne sont pas prêts par suite de problèmes techniques, et le Mystère IV est en cours de développement. La commande initiale de Mystère II est changée en Mystère IV. En attendant, Heyl Ha Avir commande 24 MD-450 Ouragan, qui restent des avions de transition. Ces Ouragans sont utilisés pendant la Crise du canal de Suez et abattent un Vampire égyptien. 18 exemplaires de ces Ouragans sont ensuite revendus en 1975 au Salvador.

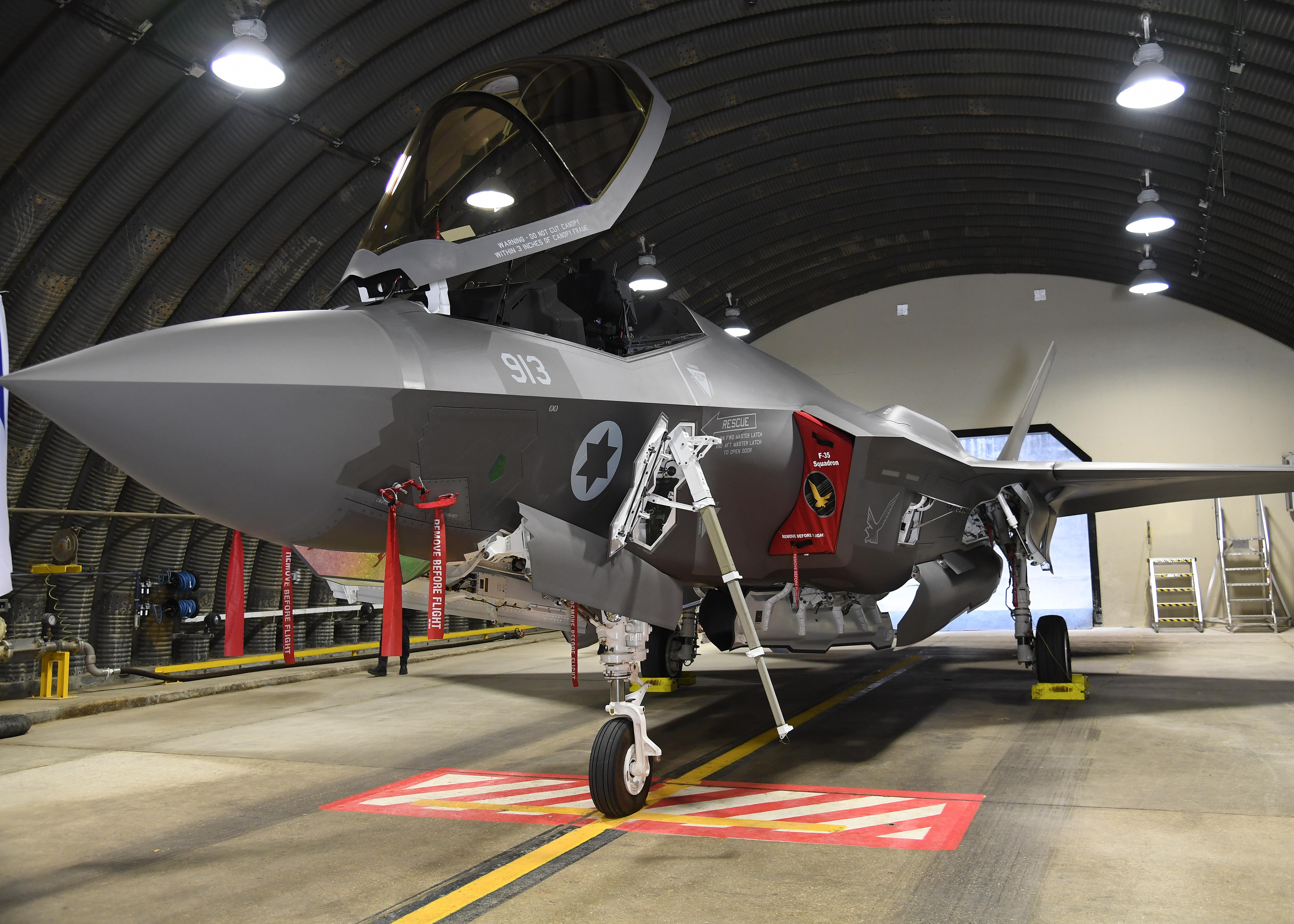
Un F-35I Adir israélien dans un hangar sécurisé à Nevatim Air Base.

En août 1956, elle reçut les premiers Mystère IV qui reçoivent le baptême du feu pendant la crise du canal de Suez, où ils abattent un MiG-15 et plus tard 4 Vampire. Tous les Mystère IV participent également à la guerre des Six Jours mais en tant qu'appareils d'appui sol.
En 1957, Israël passe une commande auprès de la SNCASO de 31 SO-4050 Vautour, 19 appareils d'attaque au sol (Vautour II A), 4 chasseurs tous temps (Vautour II N) et 8 bombardiers (Vautour II B). Certains de ces appareils sont modifiés afin de pouvoir effectuer des missions de reconnaissances. Tous les appareils participèrent à la guerre des Six Jours (1967). Les Vautours seront retirés du service entre 1971 et 1972.
En 1958, Israël commande 24 Super-Mystère B 2. Ils participent aux guerres des Six-Jours en 1967 et du Kippour en 1973. En 1977, 18 exemplaires d'occasion israéliens, remotorisés avec des réacteurs américains Pratt & Whitney J52 sans postcombustion, sont revendus au Honduras.
Au début des années 1960, la Heyl Ha Avir recherche maintenant des appareils de classe Mach 2, capable de rivaliser avec le Mig-21. Le groupe Dassault/Bréguet Aviation propose alors le Mirage III, dont la production totale sera de plus de 1500 exemplaires. Cet avion monoréacteur, piloté par des militaires israéliens, connaîtra de nombreux succès, notamment au matin du 5 juin 1967 en éliminant en moins de deux heures les avions égyptiens stationnés sur les bases militaires égyptiennes. Toutefois, un embargo sera décrété par le Général de Gaulle en janvier 1969, afin de ne plus livrer de matériels aériens à l'État d'Israël. À la suite de cet embargo, le gouvernement israélien et la Hey Ha Havir pressent IAI de lancer un projet de construction d'un avion de chasse. Ce fut le début des projets Ra’am A (qui deviendra le Nesher) et Ra’am B (qui deviendra le Kfir). En parallèle, au début de 1969, l’armée de l’air israélienne se tourne vers les États-Unis, qui fournit alors les A-4 Skyhawk, F-4E Phantom II et F-15.
Les États-Unis remplacent alors la France en approvisionnant l’Armée de l’air Israélienne en avions de combat et deviendront (jusqu'à ce jour) le premier fournisseur d’avions de combat de la Hey Ha Havir. Selon le général Moshé Dayan, Israël a pu constituer la plus grande armée de l'air occidentale au Moyen-Orient, en 1972.
Le magazine Défense & Sécurité Internationale (DSI) no 49 de juin 2009, en page de couverture, pose la question Heyl Ha'avir la meilleure force aérienne au monde ? et y consacre un dossier de dix pages. Selon le commandant de l'armée de l'air israélienne, Amir Eshel, Israël possède la deuxième puissance aérienne du monde (déclaration publiée en mai 2014).
L’armée de l’air israélienne a mené plusieurs raids aériens, notamment en Tunisie pendant l’Opération Jambe de bois, au Liban, en Syrie, en Iran, au Sinaï et enfin contre l’Irak (Opération Opérah).
L'aviation israélienne survole presque quotidiennement les territoires libanais, en violation de la souveraineté du Liban.

## Engagements

### Guerres
- 1948-1949 : Guerre israélo-arabe
- 1956 : Crise du canal de Suez (opération Kadesh)
- 1967 : Guerre des Six Jours
- 1968-1970 : Guerre d'usure
- 1973 : Guerre du Kippour
- 1978 : Conflit du Sud-Liban (opération Litani)
- 1982 : Invasion du Liban (opération Paix en Galilée)
- 2006 : Conflit israélo-libanais
- 2008-2009 : Guerre de Gaza (opérations Plomb durci et Toquer au toit)
- depuis 2012 : confrontations israélo-syriennes pendant la guerre civile syrienne
  - octobre 2024 : incursions israéliennes en Syrie en 2024
- depuis 2023 : Guerre de Gaza depuis 2023
- 2023-2024 : Guerre entre Israël et le Hezbollah
- depuis 2024 : Conflit Iran-Israël
  - octobre 2024:  opération Jours de repentance
  - juin 2025 : opération Lion dressé

### Opérations
- 1976 : raid d'Entebbe
- 1981 : opération Babylone, opération Opéra
- 1985 : opération Jambe de bois
- 2007 : opération Orchard

## Personnels et as
Trente-neuf pilotes israéliens ont été crédités du statut d’As, après avoir abattu au moins 5 avions ennemis. Parmi ceux-ci, 10 ont abattu au moins huit avions à réaction. Le titre d'As des As revient au colonel Giora Epstein qui a abattu dix-sept avions ennemis. Il détient, à ce jour, le record du monde d’avions à réaction abattu, depuis la guerre de Corée.

## Appareils militaires en service
Les appareils en service en sont les suivants,.

### Chasseurs
| Aéronefs                              | Origine    | Type                             | En service en 2021 | En service en 2025 | Versions                                                                        | Total                      |
| ------------------------------------- | ---------- | -------------------------------- | ------------------ | ------------------ | ------------------------------------------------------------------------------- | -------------------------- |
| Lockheed Martin F-35                  | États-Unis | Avion de combat furtif multirôle | 30                 | 45                 | F-35I Adir                                                                      | 45 actifs + 30 commandés,. |
| F-15EX Eagle II                       | États-Unis | Avion de combat multirôle        | 0                  | 0                  | F-15IA                                                                          | Commandé’                  |
| McDonnell Douglas F-15 Eagle          | États-Unis | Avion de combat multirôle        | 166171925          | 86171925           | F-15AF-15BF-15CF-15DF-15I Ra’am                                                 | 83                         |
| General Dynamics F-16 Fighting Falcon | États-Unis | Avion de combat multirôle        | 50212797           | 504997             | F-16C Block 30F-16C Block 40 Night FalconF-16D Block 30F-16D Block 40F-16I Sufa | 196                        |

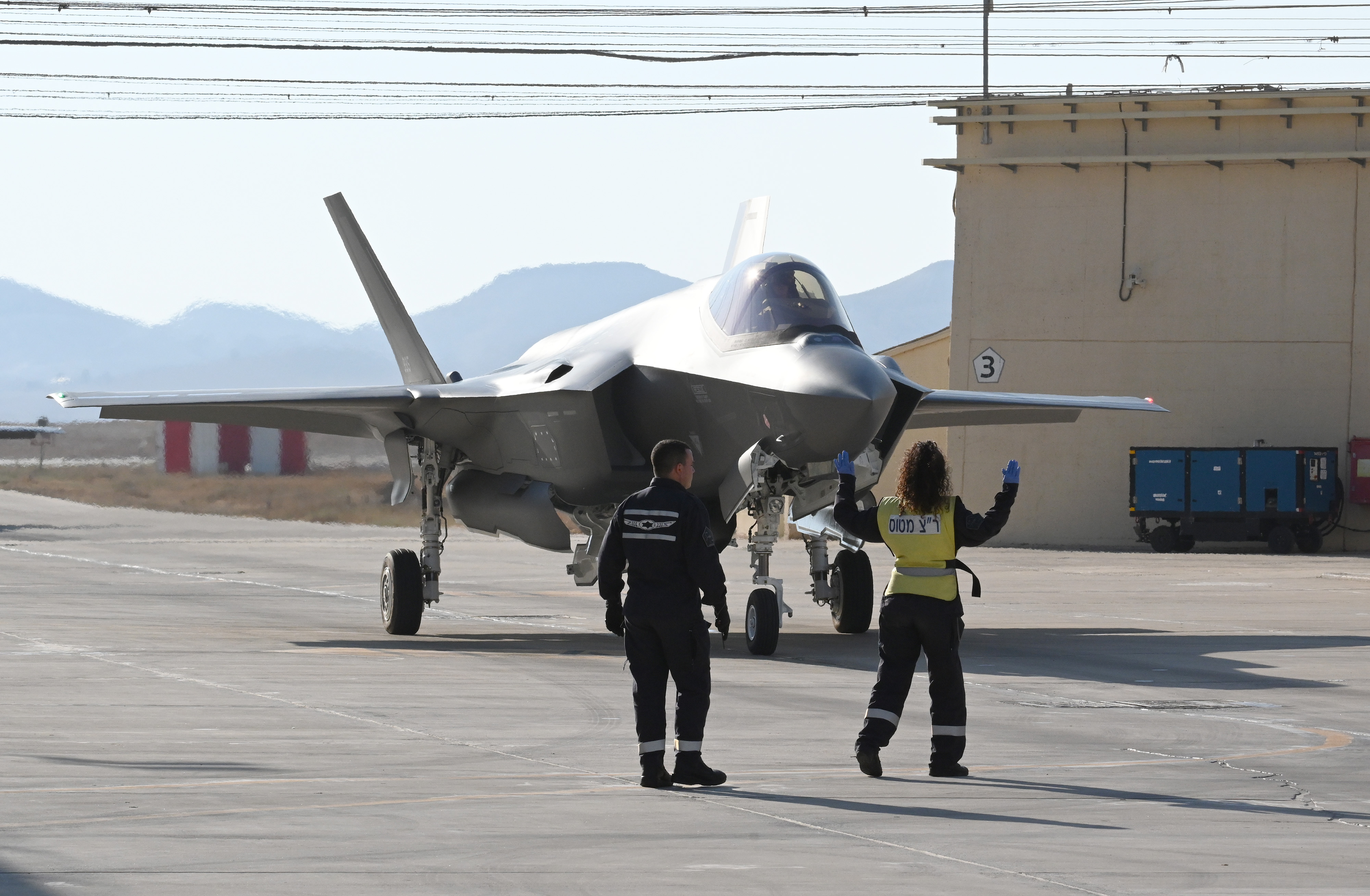
F-35I Adir arrivant dans la base aérienne de Nevatim.

Plus de 200 appareils sont également en stockage de longue durée (A-4N Skyhawk/F-4 Phantom II/F15A Eagle/F-16A/Kfir C-7)

### Avions de transport et ravitailleur

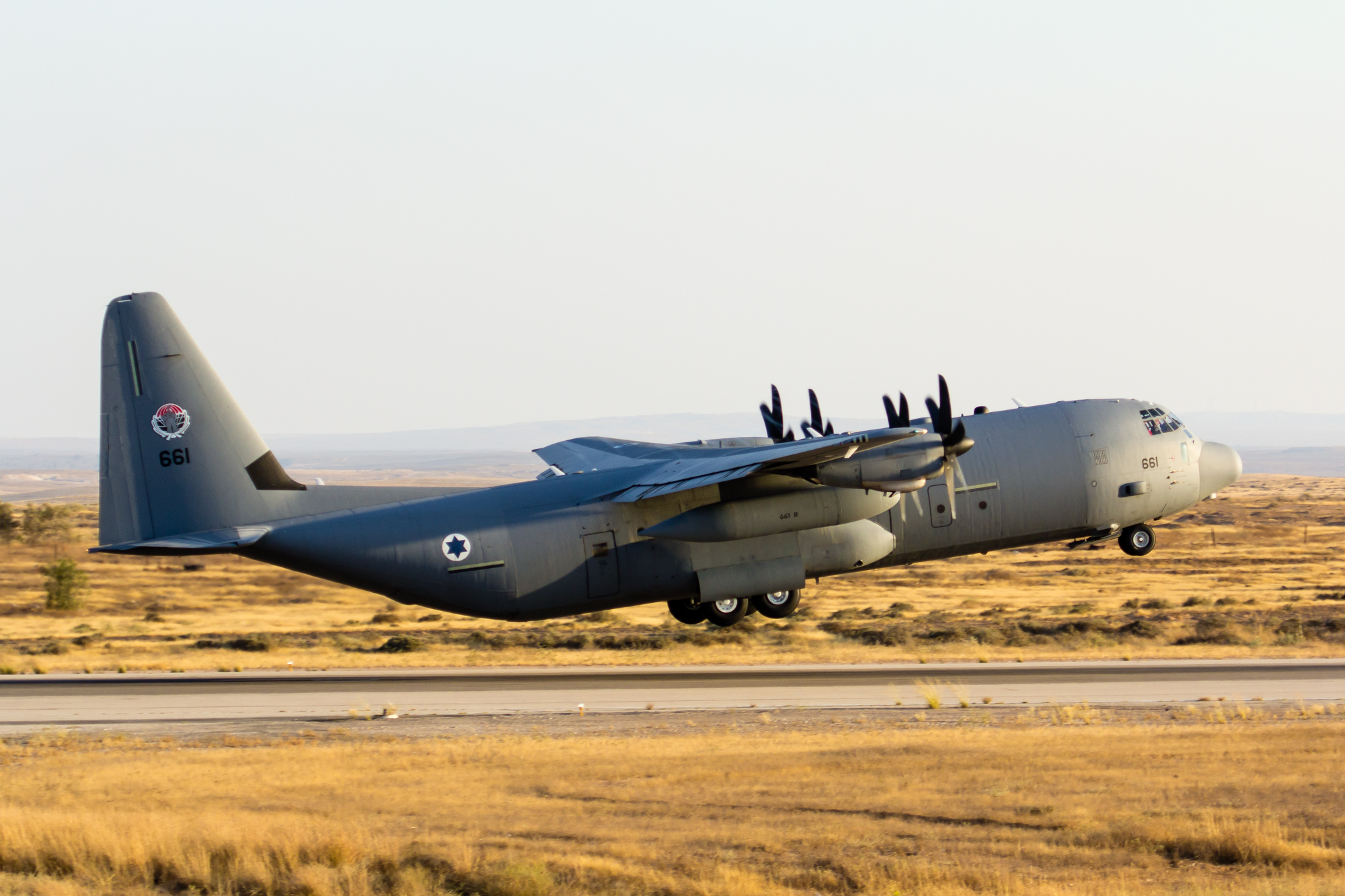
Un C-130J Samson.

| Aéronefs                | Origine    | Type                                           | En service | Versions                                                  |
| ----------------------- | ---------- | ---------------------------------------------- | ---------- | --------------------------------------------------------- |
| Beechcraft Bonanza      | États-Unis | Avion de transport léger                       | 22         | Beech A36 Bonanza                                         |
| Beechcraft King Air     | États-Unis | Avion de transport                             | 9          | Beech 200 King AirBeech 200T King AirBeech 200CT King Air |
| Boeing 707              | États-Unis | Avion ravitailleur                             | 7          | KC-707                                                    |
| Lockheed C-130 Hercules | États-Unis | Avion de transport tactique Avion ravitailleur | 6          | C-130EC-130HC-130J-30 Super HerculesKC-130H               |
| Lockheed C-130J Samson  | États-Unis | Avion de transport                             | 3          |                                                           |
| Air Tractor AT-802      | États-Unis | Avion utilitaire léger                         | 3          |                                                           |

### Avions de surveillance & de patrouille maritime
| Aéronefs         | Origine    | Type                               | En service | Versions         |
| ---------------- | ---------- | ---------------------------------- | ---------- | ---------------- |
| Beech C-12 Huron | États-Unis | Avion de surveillance (ISR)        | 6          | RC-12D Guardrail |
| Gulfstream G550  | États-Unis | AWACSAvion de surveillance (ELINT) | 2+13       | EitamShavit      |
| Boeing 707       | États-Unis | AWACSAvion de surveillance (ELINT) | 21         | PhalconEC-707    |
| IAI Westwind     | Israël     | Avion de patrouille maritime       | 3          | IAI-1124 Seascan |

### Avions d'entrainement
| Aéronefs                | Origine    | Type                        | En service | Versions |
| ----------------------- | ---------- | --------------------------- | ---------- | -------- |
| Aermacchi M-346         | Italie     | Avion d'entrainement avancé | 30         | Lavi     |
| Beechcraft T-6 Texan II | États-Unis | Avion d'entrainement        | 20         | T-6A     |
| Grob G 120A             | Allemagne  | Avion d'entrainement        | 17         |          |

### Hélicoptères

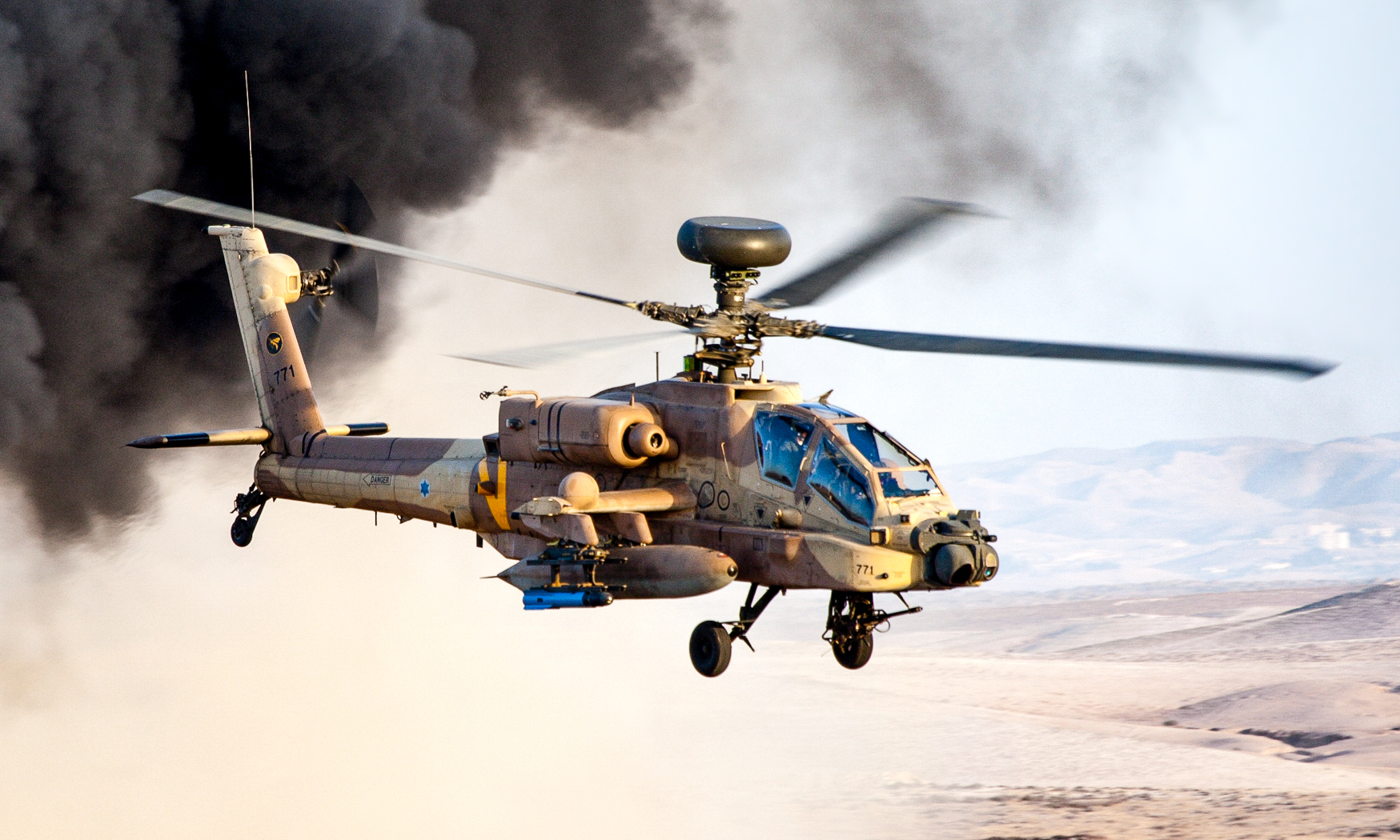
Un AH-64 Apache israélien en vol.

| Aéronefs                    | Origine    | Type                            | En service | Versions             |
| --------------------------- | ---------- | ------------------------------- | ---------- | -------------------- |
| Boeing AH-64 Apache         | États-Unis | Hélicoptères de combat          | 2717       | AH-64A AH64D (Sarat) |
| Sikorsky S-70               | États-Unis | Hélicoptères de transport       | 39         | S-70A                |
| Bell AH-1 Cobra             | États-Unis | Hélicoptères de combat          | 33         | AH-1E/F              |
| Sikorsky CH-53 Sea Stallion | États-Unis | Hélicoptères de transport lourd | 26         | CH-53D               |
| Bell OH-58 Kiowa            | États-Unis | Hélicoptères de reconnaissance  | 12         | OH-58B               |
| Sikorsky UH-60 Black Hawk   | États-Unis | Hélicoptères de transport       | 10         | UH-60A               |
| Aérospatiale AS565 Panther  | France     | Hélicoptères de lutte ASM       | 7          | AS565SA              |
| Bell 206                    | États-Unis | Hélicoptères utilitaire         | 6          |                      |

### Drones
| Aéronefs        | Origine | Type                    | En service | Versions |
| --------------- | ------- | ----------------------- | ---------- | -------- |
| IAI Rotem L     | Israël  | Munition rôdeuse        |            |          |
| Hermes 900      | Israël  | Drone de reconnaissance |            |          |
| IAI Eitan       | Israël  | Drone de reconnaissance |            | Eitan    |
| IAI Harpy       | Israël  | Munition rôdeuse        |            |          |
| IAI Heron       | Israël  | Drone de reconnaissance |            | Shoval   |
| Hermes 450      | Israël  | Drone de reconnaissance |            |          |
| IAI Harop       | Israël  | Munition rôdeuse        |            |          |
| IAI RQ-5 Hunter | Israël  | Drone de reconnaissance |            |          |
| IAI Searcher    | Israël  | Drone de reconnaissance |            |          |